# Devils and Dust
Albums de Bruce Springsteen
The Essential Bruce Springsteen 
(2003) Hammersmith Odeon London'75
Devils and Dust est le 14e album studio de Bruce Springsteen. Il est sorti le 25 avril 2005 en Europe et le 26 avril 2005 aux États-Unis.
L'album a été classé premier du Billboard 200 en 2005. Bruce Springsteen a reçu le Grammy award de  Best rock solo vocal performance pour Devils and Dust en 2006.

## Présentation
L'album est un Dualdisc à double face, une est un CD audio et l'autre est un DVD avec les chansons en son Dolby stereo et un film de Bruce Springsteen qui interprète cinq titres.
"Devils and Dust" a été écrit en 2003, au début de la guerre d'Irak. Une version acoustique figure sur la face DVD de l'album.
Springsteen reprend "All the Way Home" qu'il avait composé pour Southside Johnny sur son album Better Days.
"Reno" raconte une aventure avec une prostituée sur la côte Ouest, .. Said, Here's to the best you ever had. We laughed and made a toast. It wasn't the best I ever had, not even close. Les paroles jugées explicites ont entrainé la pose d'une étiquette d'avertissement.
"Long time comin'" avait initialement été écrite en 1996 pour l'album The Ghost of Tom Joad, Springsteen l'avait interprété en concert mais ce titre figure pour la première fois dans un album studio.
"Jesus Was an Only Son" est une chanson sur l'impuissance des parents face au destin de leur(s) enfant(s):
Now there's a loss that can never be replaced
A destination that can never be reached
A light you'll never find in another's face
A sea whose distance cannot be breached
"Leah" est à propos d'une serveuse du restaurant Harry's Roadhouse de Asbury Park au New Jersey.
Springsteen a écrit "The Hitter" pendant la tournée The Ghost of Tom Joad en 1996, il l'a interprétée une fois en novembre 1996, bien avant son enregistrement en 2005.
"Matamoros Banks" est un retour vers le passé, la mort d'un homme dans le Rio Grande et sa traversée auparavant dans le désert mexicain, avec l'abandon de celle qu'il aime mais doit quitter. Matamoros est une ville portuaire au sud du Rio Grande, à la frontière avec les États-Unis.

## Liste des titres du CD
Toutes les chansons sont écrites par Bruce Springsteen.
1. "Devils and Dust" – 4:58
2. "All the Way Home" – 3:38
3. "Reno" – 4:08
4. "Long Time Comin'" – 4:17
5. "Black Cowboys" – 4:08
6. "Maria's Bed" – 5:35
7. "Silver Palomino" – 3:22
8. "Jesus Was an Only Son" – 2:55
9. "Leah" – 3:32
10. "The Hitter" – 5:53
11. "All I'm Thinkin' About" – 4:22
12. "Matamoros Banks" – 4:00

## Liste des titres du DVD
Dans le DVD Bruce Springsteen donne une version acoustique des titres suivant :
1. "Devils and Dust"
2. "Long Time Comin'"
3. "Reno"
4. "All I'm Thinkin' About"
5. "Matamoros Banks"

Le DVD montre aussi l'interview de Springsteen qui explique le contenu du disque, "the new tunes are “all songs about souls that are in danger or at risk . . . through what the world is bringing to them.”, les chansons parlent d'êtres qui sont dans des situations dangereuses ou à risque.. que le monde leur apporte.

## Musiciens
- Bruce Springsteen – chant, guitare, claviers, guitare basse, batterie, harmonica, tambourin, percussions
- Marty Rifkin – steel guitare
- Brendan O'Brien – hurdy-gurdy, sarangi, sitar, guitare basse
- Soozie Tyrell – violon, voix
- Nashville String Machine – cordes
- Chuck Plotkin – piano
- Danny Federici – claviers
- Steve Jordan – batterie
- Patti Scialfa, Lisa Lowell – voix
- Mark Pender – trompette